# Lijst van rijksmonumenten in Laag Zuthem
De plaats Laag Zuthem telt 12 inschrijvingen in het rijksmonumentenregister. Hieronder een overzicht.
| Object                                         | Oorspronkelijke functie?  | Bouwjaar              | Architect | Locatie                  | Coördinaten?                  | Nr.?   | Afbeelding               |
| ---------------------------------------------- | ------------------------- | --------------------- | --------- | ------------------------ | ----------------------------- | ------ | ------------------------ |
| Boerderij onder met riet gedekt wolfsdak       | Boerderij                 | 19e eeuw              |           | Bornweg 3 Heino          | 52° 25' 35" NB, 6° 13' 10" OL | 21361  | Meer afbeeldingen        |
| Boerderij                                      | Boerderij                 | eerste helft 19e eeuw |           | Kolkweg 44 Laag Zuthem   | 52° 27' 39" NB, 6° 9' 31" OL  | 21364  | Meer afbeeldingen        |
| Boerderij onder met riet gedekt wolfdak        | Boerderij                 | 18e eeuw              |           | Zwolseweg 70 Laag Zuthem | 52° 27' 40" NB, 6° 12' 43" OL | 21371  | Meer afbeeldingen        |
| Den Alerdinck: hoofdgebouw                     | Kasteel, buitenplaats     | 17e eeuw (oorsprong)  |           | Den Alerdinckweg 1       | 52° 27' 13" NB, 6° 11' 48" OL | 520649 | Meer afbeeldingen        |
| Den Alerdinck: historische tuin- en parkaanleg | Tuin, park en plantsoen   | 1648-1684             |           | Den Alerdinckweg bij 1   | 52° 27' 18" NB, 6° 11' 59" OL | 520748 | Meer afbeeldingen        |
| Den Alerdinck: bouwhuis                        | Bijgebouwen kastelen enz. | 1680                  |           | Den Alerdinckweg bij 1   | 52° 27' 13" NB, 6° 11' 48" OL | 520749 | Meer afbeeldingen        |
| Den Alerdinck: toegangshek                     | Tuin, park en plantsoen   | 19e eeuw              |           | Den Alerdinckweg bij 1   | 52° 27' 18" NB, 6° 11' 59" OL | 520750 | Meer afbeeldingen        |
| Den Alerdinck: toegangshek                     | Tuin, park en plantsoen   | 20e eeuw              |           | Den Alerdinckweg bij 1   | 52° 27' 18" NB, 6° 11' 59" OL | 520751 | Upload foto              |
| Den Alerdinck: oranjerie                       | Bijgebouwen kastelen enz. | 19e eeuw              |           | Den Alerdinckweg 5       | 52° 27' 11" NB, 6° 11' 50" OL | 520752 | Den Alerdinck: oranjerie |
| Den Alerdinck: tuinmuur                        | Tuin, park en plantsoen   | 19e eeuw              |           | Den Alerdinckweg bij 1   | 52° 27' 11" NB, 6° 11' 51" OL | 520753 | Upload foto              |
| Den Alerdinck: siervazen                       | Tuin, park en plantsoen   | 18e eeuw              |           | Den Alerdinckweg bij 1   | 52° 27' 18" NB, 6° 11' 59" OL | 520754 | Meer afbeeldingen        |